# Ikšķile
El municipi d'Ikšķile (en letó: Ikšķiles novads) és un dels 110 municipis de la República de Letònia, que es troba localitzat al centre del país bàltic, i que té com a capital la localitat d'Ikšķile. El municipi va ser creat l'any 2004 després de la reorganització territorial.

## Ciutats i zones rurals
- Ikšķile (ciutat)
- Tinuži (zona rural)

## Població i territori
La seva població està composta per un total de 8.346 persones (2009). La superfície del municipi té uns 132,1 kilòmetres quadrats, i la densitat poblacional és de 63,18 habitants per kilòmetre quadrat.